# Bèthpug
Bèthpei (en francès Beaupuy) és un municipi francès situat al departament d'Òlt i Garona i a la regió de la Nova Aquitània.

## Demografia
| 1962                                       | 1968 | 1975 | 1982 | 1990  | 1999  | 2007  |
| ------------------------------------------ | ---- | ---- | ---- | ----- | ----- | ----- |
| 569                                        | 585  | 739  | 964  | 1.050 | 1.028 | 1.332 |
| Des de 1962: població sense dobles comptes |      |      |      |       |       |       |

## Administració
| Període   | Identitat       | Partit |
| --------- | --------------- | ------ |
| 1995-2008 | Yves Mirambeau  |        |
| 2008-     | Pascal Laperche |        |